# ドリーム東西ネタ合戦
『笑いの王者が大集結! ドリーム東西ネタ合戦』（わらいのおうじゃがだいしゅうけつ! ドリームとうざいネタがっせん）は、2014年から毎年1月1日（元日）にTBS系列で放送されているバラエティ番組。また2019年5月1日に「令和初日お笑い祭」の一企画として放送されるなど、元日以外にも番組が編成されることがある。

## 概要
年末年始にTBS系列で放送されてきた『史上空前!! 笑いの祭典 ザ・ドリームマッチ』『お笑いDynamite!』に代わり、2014年元日に第1回が放送された。
2013年12月に毎日新聞（東京本社）に掲載された広告によると、番組の内容は「絶対笑える人気お笑い芸人が東と西に分かれて、十八番のネタでどちらが受けるか勝負」し、「収録に立ち会う観客100人が勝者を決める」構成になっている。
西軍は西日本出身者で構成され（コンビの場合はこれに限らない）、関西弁を使う芸人が主となる。東軍はそれ以外で構成されるが、年によって所属が異なる場合もあり、区別は曖昧になっている（後述）。出演者は基本的に東軍が先攻、西軍が後攻となり、両軍交互に出演していく。
出演芸人の中には『M-1グランプリ』『R-1ぐらんぷり→R-1グランプリ』『キングオブコント』『THE MANZAI』『女芸人No.1決定戦 THE W』『THE SECOND 〜漫才トーナメント〜』といった各賞レースを賑わせてきた優勝者・決勝進出者などが多数出演している。
番組のセットはスタジオ奥に通じる出入口を挟んで左右に出演芸人の座る雛壇があり（向かって左側が西軍で右側が東軍）、観客席の両側に出演芸人がネタを披露するステージが設置されている。ステージ前には左右にスライドして開くシャッター（第5回よりオペラカーテンに変更され、セット全体のデザインも変わった）が設けられ、ネタ開始・終了に合わせて開閉する。「今ちょうどいい芸人対決枠」などのカテゴリーに入る芸人は、このステージではなく雛壇前の中央ステージでネタを披露する形で、上記の出入口はその際に使用する。
また、西軍は赤、東軍は青のテーマカラーが設定されており、セットや選考委員のタキシード、出演芸人の法被の色に反映されている。なおMCの衣装は第4回までは白の羽織袴だったが、第5回では黒のタキシードに替わっている。
2019年は1月1日に加えて、元号が令和に変わる事に伴い上記の通り5月1日にも、「令和初日お笑い祭」の企画として放送された。さらに、映像配信サービスのParaviにて、2014、15、16年元日放送回と、2019年5月1日放送回を配信する。
2020年6月1日には、これまで過去8回の放送から再編集した超豪華特別編を放送。
2024年はこれまで通り元日の21:00 - 翌0:15に放送される予定だったが16時10分頃に発生した令和6年能登半島地震関連の報道特別番組に変更されて休止となった。なおNHK以外の他局では21時に報道特番を打ち切っていたため民放で唯一報道特番を2日1:25まで編成しつづけていた。同回は2024年1月8日（月曜日）18:30 - 21:45に放送された。そのため『アイ・アム・冒険少年SP』も同日の18:30 - 21:00に放送する予定だったが、1月29日19:00-21:45に延期となり、15分拡大で放送された。放送当日の放送中に司会の松本人志の芸能活動休止の速報テロップが表示された。

## 主な出演者
MC
- ダウンタウン（浜田雅功・松本人志）

なお、松本は2014年 - 2017年は西軍のキャプテンを務めており、司会は浜田が単独で行っていた。2023年元日放送回は浜田が体調不良で収録を欠席したため、松本が単独でMCを務めていた。松本が2024年1月から芸能活動休止中のため、2025年は浜田が単独でMCを務めた。
キャプテン
2023年1月1日
東軍キャプテン
- 小峠英二（バイきんぐ）

西軍キャプテン
- 陣内智則

### 過去の出演者
キャプテン
- 東軍
  - 志村けん（2014年 - 2019年5月1日まで[注 7]）
  - キャイ～ン（ウド鈴木・天野ひろゆき）（2014年 - 2019年5月1日まで）
- 西軍
  - 西川きよし（2018年 - 2019年5月1日まで）
  - 雨上がり決死隊（蛍原徹・宮迫博之）（2014年 - 2019年5月1日まで）[注 8]

2020年以降はキャプテン制は廃止されたが、2023年は浜田の欠席により松本の補佐をするために復活した。
進行
2023年1月1日
- 東軍
  - 宇賀神メグ（TBSテレビアナウンサー）
- 西軍
  - 若林有子（TBSテレビアナウンサー）

## 放送内容
芸人の記載は五十音順。
| - 海原はるか・かなた - ウーマンラッシュアワー - ジャルジャル - 陣内智則 - すっちー&吉田（『今年来る!?芸人』対決枠） - 千鳥 - チュートリアル - TKO - 友近 - 中川家 - ムーディ勝山（『あの歌ネタ』対決枠） - レイザーラモン・HG（『一発芸』対決枠） - ロッチ - 笑い飯 | - あばれる君（『今年来る!?芸人』対決枠） - アンジャッシュ - エド・はるみ（『あの歌ネタ』対決枠） - オードリー - かもめんたる - サンドウィッチマン - 東京03 - ナイツ - バイきんぐ - バナナマン - ハライチ - ピース - へらちょんぺ（『一発芸』対決枠） - ロバート |

| - ウーマンラッシュアワー - 麒麟 - ザ・ぼんち（『師匠のあのネタもう一度』対決枠） - 陣内智則 - すち子&真也（『ちょっと見てほしい芸人』対決枠） - 千鳥 - 友近 - 中川家 - 博多華丸・大吉 - はるな愛（『今ちょうどいい芸人』対決枠） - パンクブーブー - ヒロシ（『今ちょうどいい芸人』対決枠） - ますだおかだ - もりやすバンバンビガロ（『ちょっと見てほしい芸人』対決枠） - ロッチ - 笑い飯 | - アンガールズ（『今ちょうどいい芸人』対決枠） - ウエスP（『ちょっと見てほしい芸人』対決枠） - オードリー - コント赤信号（『師匠のあのネタもう一度』対決枠） - サンドウィッチマン - シソンヌ - 東京03 - どぶろっく - ナイツ - 流れ星 - 日本エレキテル連合 - バイきんぐ - ハマカーン - ハンバーグ師匠（『ちょっと見てほしい芸人』対決枠） - 髭男爵（『今ちょうどいい芸人』対決枠） - ロバート |

| - 小籔千豊&渡辺直美 - コロコロチキチキペッパーズ - 陣内智則 - 千鳥 - TKO - 木村卓寛（天津）（『今ちょうどいい芸人』対決枠） - 友近 - なかやまきんに君（『今ちょうどいい芸人』対決枠） - NON STYLE - 博多華丸・大吉 - パンクブーブー - バンビーノ - 藤崎マーケット（『今ちょうどいい芸人』対決枠） - モンスターエンジン（『今ちょうどいい芸人』対決枠） - レギュラー（『今ちょうどいい芸人』対決枠） - ロッチ - 笑い飯 | - AMEMIYA（『今ちょうどいい芸人』対決枠） - アンジャッシュ - いつもここから（『今ちょうどいい芸人』対決枠） - おかずクラブ - 狩野英孝（『今ちょうどいい芸人』対決枠） - GO!皆川（『今ちょうどいい芸人』対決枠） - サンドウィッチマン - ジャングルポケット - スギちゃん（『今ちょうどいい芸人』対決枠） - スピードワゴン - とにかく明るい安村 - ドランクドラゴン - ナイツ - バカリズム - ピスタチオ - 柳原可奈子 - ロバート |

| - 尼神インター - インポッシブル（『今ちょうどいい芸人』対決枠） - 善し（COWCOW）（『今ちょうどいい芸人』対決枠） - 銀シャリ - ザ☆健康ボーイズ（『今ちょうどいい芸人』対決枠） - 陣内智則 - たむらけんじ（『今ちょうどいい芸人』対決枠） - 千鳥 - TKO - 中川家 - 博多華丸・大吉 - パンクブーブー - ヒロシ（『今ちょうどいい芸人』対決枠） - 山口智充with友近 - ゆりやんレトリィバァ - ロッチ - ロバート - 和牛 | - あばれる君 - アンガールズ - いつもここから（『今ちょうどいい芸人』対決枠） - おかずクラブ - コージー冨田&原口あきまさ - 三四郎 - サンドウイッチマン - ジャングルポケット - タイムマシーン3号 - ダチョウ倶楽部 - 長州小力（『今ちょうどいい芸人』対決枠） - 東京03 - どぶろっく（『今ちょうどいい芸人』対決枠） - トレンディエンジェル - バイきんぐ - フォーリンラブ（『今ちょうどいい芸人』対決枠） - HEY!たくちゃん（『今ちょうどいい芸人』対決枠） - 横澤夏子 - ライス |

| - 尼神インター - かまいたち - 銀シャリ - コージー軍団（コージー冨田、原口あきまさ、福田彩乃、高田紗千子（梅小鉢）） - 陣内智則 - 千鳥 - 友近&渡辺直美 - NON STYLE - バイきんぐ - 博多華丸・大吉 - バカリズム - ゆりやんレトリィバァ - ロッチ - 笑い飯 - ザ・ツネハッチャン（『今ちょうどいい芸人』対決枠） - バンビーノ（『今ちょうどいい芸人』対決枠） - 木村卓寛（天津）（『今ちょうどいい芸人』対決枠） | - アンガールズ - アンジャッシュ - カミナリ - サンドウィッチマン - ジャングルポケット - 東京03 - トレンディエンジェル - ナイツ - にゃんこスター - ホリ軍団（ホリ、やしろ優、神奈月、おばたのお兄さん） - 又吉直樹（ピース）&しずる&ライスその他7人（又吉チーム） - ゆにばーす - 横澤夏子 - ロバート - ハイキングウォーキング（『今ちょうどいい芸人』対決枠） - 小石田純一（『今ちょうどいい芸人』対決枠） - ジョイマン（『今ちょうどいい芸人』対決枠） |

| - 井上裕介（NON STYLE）& 岩尾望（フットボールアワー）& 河本準一（次長課長） - かまいたち - ガリットチュウ （『テレビで見るけどネタ見た事ない芸人』対決枠） - さらば青春の光 - 霜降り明星 - 陣内智則 - 千鳥 - TKO - とろサーモン - 流れ星 - 博多華丸・大吉 - パッション屋良（『今ちょうどいい芸人』対決枠） - 髭男爵（『今ちょうどいい芸人』対決枠） - ヒロシ（『今ちょうどいい芸人』対決枠） - メンバー - 安田大サーカス （『テレビで見るけどネタ見た事ない芸人』対決枠） - 野性爆弾 （『テレビで見るけどネタ見た事ない芸人』対決枠） - ロッチ - 和牛 | - AMEMIYA（『今ちょうどいい芸人』対決枠） - アンガールズ - カミナリ - ガンバレルーヤ （『テレビで見るけどネタ見た事ない芸人』対決枠） - 近藤春菜（ハリセンボン）& 友近 - シソンヌ - 庄司智春（品川庄司）（『今ちょうどいい芸人』対決枠） - スピードワゴン - ずん （『テレビで見るけどネタ見た事ない芸人』対決枠） - ダンディ坂野（『今ちょうどいい芸人』対決枠） - チョコレートプラネット - 東京03 - トム・ブラウン - ナイツ - バイきんぐ - バカリズム - ハナコ - ペナルティ （『テレビで見るけどネタ見た事ない芸人』対決枠） - ロバート |

| - 銀シャリ - 霜降り明星 - TKO - どぶろっく（『令和がちょうどいい芸人』対決枠） - 友近 - 2700（『令和がちょうどいい芸人』対決枠） - はるな愛（『令和がちょうどいい芸人』対決枠） - ハリウッドザコシショウ（『令和がちょうどいい芸人』対決枠） - 藤崎マーケット（『令和がちょうどいい芸人』対決枠） - ロッチ - 和牛 - 笑い飯 | - エド・はるみ（『令和がちょうどいい芸人』対決枠） - 狩野英孝（『令和がちょうどいい芸人』対決枠） - くまだまさし（『令和がちょうどいい芸人』対決枠） - サンドウィッチマン - タカアンドトシ - チョコレートプラネット - ナイツ - バイきんぐ - バカリズム - ハンバーグ師匠（『令和がちょうどいい芸人』対決枠） - もう中学生（『令和がちょうどいい芸人』対決枠） - ロバート |

| - アインシュタイン - 大西ライオン（『今ちょうどいい芸人』対決枠） - かまいたち - 麒麟 - 霜降り明星 - ジャルジャル - 陣内智則 - 千鳥 - どぶろっく - 友近＆ゆりやん＆ずん飯尾 - 猫ひろし（『今ちょうどいい芸人』対決枠） - 博多華丸・大吉 - バンビーノ（『今ちょうどいい芸人』対決枠） - フォーリンラブ（『今ちょうどいい芸人』対決枠） - ミキ - 和牛 | - EXIT - ゴー☆ジャス（『今ちょうどいい芸人』対決枠） - サンドウィッチマン - チョコレートプラネット（MVP) - どきどきキャンプ（『今ちょうどいい芸人』対決枠） - とにかく明るい安村（『今ちょうどいい芸人』対決枠） - 鳥居みゆき（『今ちょうどいい芸人』対決枠） - ナイツ - 納言 - 南海キャンディーズ - バイきんぐ - バカリズム - ハナコ - 又吉チーム（又吉直樹（ピース）・しずる・ライスほか） - 四千頭身 - ロバート |

| - おいでやすこが - かまいたち - サンシャイン池崎（『今ちょうどいい芸人』対決枠） - 霜降り明星 - ジャルジャル - 陣内智則 - 千鳥 - 友近&近藤春菜 - 南海キャンディーズ - 博多華丸・大吉 - ヒロシ（『今ちょうどいい芸人』対決枠） - FUJIWARA（『テレビで見るけどネタ見ない芸人』対決枠） - ミルクボーイ - ロッチ - 安田大サーカス（『テレビで見るけどネタ見ない芸人』対決枠） | - アルコ&ピース - EXIT - 鬼越トマホーク（『テレビで見るけどネタ見ない芸人』対決枠） - キンタロー。（『今ちょうどいい芸人』対決枠） - 3時のヒロイン - サンドウイッチマン - チョコレートプラネット - 東京03 - ナイツ - 永井佑一郎（『今ちょうどいい芸人』対決枠） - バイきんぐ - バカリズム - パックンマックン（『テレビで見るけどネタ見ない芸人』対決枠） - マヂカルラブリー - ロバート（MVP） |

| - かまいたち - 島田珠代（『今ちょうどいい芸人』対決枠） - 霜降り明星 - ジャルジャル - じゅんいちダビッドソン（『今ちょうどいい芸人』対決枠） - 陣内智則 - 千鳥 - 友近&バッファロー吾郎A（MVP） - バイきんぐ - 博多華丸・大吉 - バカリズム - 髭男爵（『今ちょうどいい芸人』対決枠） - フォーリンラブ（『今ちょうどいい芸人』対決枠） - 見取り図 - ロバート | - EXIT - ウエスP（『今ちょうどいい芸人』対決枠） - 空気階段 - ザ・マミィ - サンドウイッチマン - ジョイマン（『今ちょうどいい芸人』対決枠） - タイムマシーン3号（『今ちょうどいい芸人』対決枠） - チョコンヌ - 東京03 - どぶろっく - 錦鯉 - ニューヨーク - ハナコ - パペットマペット（『今ちょうどいい芸人』対決枠） - マヂカルラブリー |

| - 蛙亭 - かまいたち - コロコロチキチキペッパーズ（『今ちょうどいい芸人』対決枠） - 霜降り明星 - ジャルジャル（MVP） - 陣内智則 - 千鳥 - 天才ピアニスト - 友近 - 2700（『今ちょうどいい芸人』対決枠） - 博多華丸・大吉 - バンビーノ（『今ちょうどいい芸人』対決枠） - ビスケットブラザーズ - 見取り図 - ムーディ勝山（『今ちょうどいい芸人』対決枠） | - AMEMIYA（『今ちょうどいい芸人』対決枠） - ウエストランド - 空気階段 - GO!皆川（『今ちょうどいい芸人』対決枠） - シソンヌ - ダンディ坂野（『今ちょうどいい芸人』対決枠） - チョコレートプラネット - 東京03 - 錦鯉 - ニューヨーク - バイきんぐ - バカリズム - ハナコ - もう中学生（『今ちょうどいい芸人』対決枠） - ヨネダ2000 |

| - かまいたち - ギャロップ - さらば青春の光 - 島田珠代（『今ちょうどいい芸人』対決枠・MVP） - 霜降り明星 - ジャルジャル - 陣内智則 - 千鳥 - とろサーモン - 博多華丸・大吉 - 原西孝幸（FUJIWARA・『今ちょうどいい芸人』対決枠） - 見取り図 - ゆりやんレトリィバァ - ゆんぼだんぷ（『今ちょうどいい芸人』対決枠） - レイザーラモンHG（『今ちょうどいい芸人』対決枠） | - ウエストランド - キンタロー。（『今ちょうどいい芸人』対決枠） - 小島よしお（『今ちょうどいい芸人』対決枠） - サルゴリラ - サンドウィッチマン - シソンヌ - チョコレートプラネット - とにかく明るい安村 - どぶろっく - ナイツ - 錦鯉 - ニューヨーク - バイきんぐ - ハナコ - ハリウッドザコシショウ（『今ちょうどいい芸人』対決枠） |

| - エルフ（『テレビで見るけどネタ見ない芸人』対決枠） - おいでやす小田（『テレビで見るけどネタ見ない芸人』対決枠・MVP） - ガクテンソク - かまいたち - さらば青春の光 - ジャルジャル - 千鳥 - どぶろっく - とろサーモン - 博多華丸・大吉 - FUJIWARA（『テレビで見るけどネタ見ない芸人』対決枠） - フットボールアワー - 見取り図 - ロッチ - 野性爆弾（『テレビで見るけどネタ見ない芸人』対決枠） | - あかつ（『テレビで見るけどネタ見ない芸人』対決枠） - ウエストランド - 鬼越トマホーク（『テレビで見るけどネタ見ない芸人』対決枠） - シソンヌ - チョコレートプラネット - 椿鬼奴（『テレビで見るけどネタ見ない芸人』対決枠） - 錦鯉 - ニューヨーク - バイきんぐ - ハナコ - マヂカルラブリー - モグライダー - 横澤夏子（『テレビで見るけどネタ見ない芸人』対決枠） - ラブレターズ - 令和ロマン |

### 東軍・西軍両方で出演した芸人
- ロバート（2017年、2022年に西軍、他は東軍、秋山・馬場が福岡県出身、山本が群馬県出身）
- バカリズム（2018年、2022年に西軍、他は東軍、福岡県出身）
- バイきんぐ（2018年、2022年に西軍、他は東軍、小峠が福岡県出身、西村が広島県出身）
- 原口あきまさ（2018年に西軍、他は東軍、福岡県出身）
- 友近（2019年に東軍、他は西軍、愛媛県出身）
- 流れ星（2015年に東軍、2019年に西軍、両者とも岐阜県出身）
- どぶろっく（2015年、2017年、2022年、2024年に東軍、他は西軍、両者とも佐賀県出身）
- フォーリンラブ（2017年に東軍、2020年、2022年に西軍、バービーが北海道出身、ハジメが大阪府出身）
- 南海キャンディーズ（2020年に東軍、2021年に西軍、山里が千葉県出身、山崎が京都府出身）

## 歴代の対戦結果
勝敗は観客の投票で決定。2018年の放送からは前半終了時点で中間結果も集計されるようになった。
| 放送年    | 東軍得点          | 西軍得点          |
| --------- | ----------------- | ----------------- |
| 2014年    | 68                | 62                |
| 2015年    | 54                | 76                |
| 2016年    | 44                | 86                |
| 2017年    | 58                | 72                |
| 2018年    | 105 前半37 後半68 | 135 前半83 後半52 |
| 2019年    | 113 前半53 後半60 | 127 前半67 後半60 |
| 2019年5月 | 53                | 47                |
| 2020年    | 124 前半40 後半84 | 76 前半60 後半16  |
| 2021年    | 86 前半34 後半52  | 64 前半41 後半23  |
| 2022年    | 96 前半36 後半60  | 104 前半64 後半40 |
| 2023年    | 93 前半21 後半72  | 107 前半79 後半28 |
| 2024年    | 91 前半46 後半45  | 109 前半54 後半55 |
| 2025年    | 84 前半45 後半39  | 116 前半55 後半61 |

### MVP
2020年から新設。敗退チームの代表が勝利チームの中で一番面白かったと思う出演者を指名して選出。受賞者には賞金10万円が贈られる。
- 2020年：東軍・チョコレートプラネット（西軍：陣内の指名で受賞）
- 2021年：東軍・ロバート（西軍：陣内の指名で受賞）
- 2022年：西軍・友近&バッファロー吾郎A（東軍：錦鯉長谷川の指名で受賞）
- 2023年：西軍・ジャルジャル（東軍：バイきんぐ小峠の指名で受賞）
- 2024年：西軍・島田珠代（東軍：錦鯉長谷川の指名で受賞）
- 2025年：西軍・おいでやす小田（東軍：錦鯉長谷川の指名で受賞）

## 主なスタッフ
- ナレーター：山崎岳彦、千葉繁（千葉→2015年-）
- 構成：高須光聖、寺田智和（寺田→2014、2016年-）
- TM：八木真一郎（2025年）
- TD：中村年正（2021年-、2020年はカメラ）、佐藤光一（2025年）
- VE：宮本民雄（2021年-）
- カメラ：中島文章（2021年-）
- 音声：長井愛美（2025年）
- 照明：渋谷康治
- CG：前川恭平（2018年-）、竹内美恵（2025年）
- 美術プロデューサー：清水久（2025年）
- 美術デザイナー：松永陽登（2025年、2023年,2024年は美術デザイン）
- 美術ディレクター：海老原修一（2024年-、2020、2021、2023年は美術制作）、小倉樹（2025年）、羽田一成（2024年-、2019年春、2023年は美術制作）
- 装置：武井恵美（2021年-）、佐久間康仁（2025年）
- メカシステム：庄子泰広
- 操作：楢田祥之（2019年春-）、石川大輔（2025年）、遠藤瞬（2024年-）、谷村雅俊（2024年-）
- 電飾：渡辺竜明（2019年春-）、井上雄平（2020年-、2019年春はアクリル装飾）、山崎澪奈、矢崎麗奈（山崎・矢崎→2025年）
- アクリル装飾：井上恵介（2020年-）
- 装飾：田村健治
- 生花装飾：東田佳世（2021年-）
- 幕装飾（2018年-）：堤隆示
- 特殊効果：星野達哉（2025年）
- 図案：鈴木美羽（2025年）
- 衣装：佐多真優果（2025年）
- 持道具：上井柊弥（2025年）
- カツラ（2022年-）：細野一郎（2015年は床山、2019年春はかつら）
- メイク：Office MAKISE（浜田雅功担当、2023年は不参加）、山口亜希子（2014年、2019年春、2020、2022、2025年）
- スタイリスト（2019年春,2022年-）：なお（2025年）
- 音効：沢井隆志（2014、2017年-）
- 編集・MA：TBS ACT（2022年-）
- 編成：野村和矢（TBSテレビ、2024年、2017年はディレクター）
- 宣伝：齋藤朱里、大河内結希乃（共にTBSテレビ、齋藤→2024年-、大河内→2025年）
- デスク：松﨑由美
- TK：伊藤佳加
- 公開放送（2018年-）：松元裕二
- AD：川尻百美、堀野拓己、村中理乃、田中健志郎（川尻〜村中→2025年、田中→2024年-）、大城未希（2024年-、2023年は美希名義）
- ディレクター：高木剛（ニュー・ジェネレーション）、水口健司（シオプロ、2014年-2017年、2019年春-）、佐々木卓也（2014、2015年、2021年-）、久野公嗣（2015-2017年、2019年春-）、永山靖章（BMC、2018年-2020、2022年-）、境太資（2015年-）、大森千代美、小林恵美（小林恵→2014、2015、2017年-）、松野亮（SCRATCH、2019年春-）、吉川司（2024年-）、長谷川裕貴（2022、2025年）、上野海卯（2024年-）/ 香西康位（2018年-）、小林悦子（2015年-）、及能貴之（2016年-、2015年は、AD）、西野哲生（TBSテレビ、2024年-）、三宅孝司（TBSテレビ、2023年-、2022年はAD）
- AP：竹井晶子（2015年- 2014年は制作）、山崎遥加（2023年、2020、2022年はAD）、後藤歩（吉本興業、2025年）、永田千智（2024年-）、海藤春菜（2025年）、熊谷侑菜（2023年-）
- プロデューサー：高柳健人（TBSテレビ、2021年-、2016年はディレクター）、新貝元章（ゲンカイエンターテインメント、2024年-、2023年まではキャスティングP、以前はシオプロ）、嘉沼慶子（吉本興業、2024年-）、中塚大悟（ホールアウトブレーン、2024年-、2021年まで協力プロデューサー、2022、2023年は担当プロデューサー）、樋江井彰敏（TBSテレビ、2024年-、2022、2023年は担当プロデューサー）
- 演出：神尾祐輔（TBSテレビ）
- 制作プロデューサー：坂本義幸（TBSテレビ、2022年-、2020年まではプロデューサー、2021年はチーフプロデューサー）
- 制作協力：吉本興業
- 制作：TBSテレビコンテンツ制作局バラエティ制作三部
- 製作著作：TBS

### 過去のスタッフ
- 構成：長谷川朝二（2014、2015年）、藤谷弥生、大井洋一（藤谷・大井→2014年）、松本真一（松本→2016年まで）
- TM：荒木健一（2014、2015年、2019年春、2020年）、丹野至之（2016年）、小澤義春（2017年-）、森和哉（2021年-2024年）
- TD：寺尾昭彦（2014年）、小笠原朋樹（2015年-2020年）、山下直（2016年）、依田純（2017年-2020年）、米山亨（2021年）、荻野祐也（2022年）、江浦友樹（2023年、2024年）
- VE：藤本剛（2014年）、生田史織（2019年春、2020年）
- カメラ：中野真悟（2019年春まで）
- 音声：石堂遼子（2014年）、浜崎健（2015年-2018年）、中村全希（2019年春）、小岩英(秀)樹（2021、2022年）、清宮拓（2023年）、宇野仁美（2020、2024年）
- CG：丹羽学（2017年まで）
- 美術プロデューサー：山口智広（2014、2015年）、中西忠司（2016年-2020年）、西條実（2021-2023年）、鈴木直人（2023年）、中村嘉邦（2024年）
- 美術デザイン：木村真梨子（2018年-2020年）、齋藤傑（2021、2022年、以前も担当）
- 美術デザイナー︰矢納釆佳（2024年）
- 美術制作：鈴木直美（2014、2015年）、岩井愛（2014年）、宮本旭（2016年-2018年）、高岸夕葵（2019年春-2022年）、落合竜司（2022年）、浅野美幸（2022、2023年）
- 装置：尻無浜宏人、佐藤恵美（佐藤→2018年-2020年）、朝熊智浩（2023年）、高橋出（2022,2024年）
- 操作：吉田隼人（2019年春）、津久居佑太（2020年-2024年）
- 建具（2017年-2018年）：田沼隆一（2017年-2018年）
- 電飾：小林賢次（2017年）、西田和正（2016年まで、2018年）、忍田和穂、江口拓（忍田・江口→2024年）
- 特殊効果：斉藤賢、稲垣漢（稲垣→2019年春）、畑中力（2020年）、星野達哉（2021年）
- アクリル装飾：大和田楓（2019年春）、青木剛（2015年-2019年春,2022年-2024年）
- 生花装飾：高井由子（2015年-2018年）、村佳子（2019年春、2020年）
- 持道具：寺澤麻由美（2016年まで）、小松絵里子（2017年）、下岸美香（2018年-2019年春、2021年）、波多野弘明（2020、2022、2023年）、佐藤由莉加（2024年）
- 特殊効果：池部れみ（2022年-2024年）
- 図案：森永英二（2014、2015、2017年）、春成亜矢子（2018年-2019年春）、田邊俊一郎（2020年）、山野井美月（2021年-2023年）、平石沙友里（2024年）
- 衣装：岩崎孝典、坂口みのり（坂口→2019年春-2024年）
- 特殊小道具：白鳥保夫（2017年、2014年は特殊道具）
- メイク：伊駒舞（2015年）、北山久美子（2016,2017年）、麗直美（2018年）、増田加奈（2021年）、TEES（2019年春、2022年-2024年）、林杏（2023年、2024年）
- スタイリスト（2019年春,2022年-）：高堂のりこ、利光英治郎（利光→2023年は不参加）
- 床山：佐野泰葉（2016年）
- 音効：石川良則（2016年まで）、古賀香澄（2016年）
- 編集：梶村昌彦
- MA：渡辺和也（2014、2017年）、岩下順（2015、2016年）、アンサーズ（2018年）
- 編集・MA：T-TEX（2018年-2019年春、2021年、MAは2019年春）、Omnibus JAPAN（2020年）、IMAGICA（2020年-2022年）
- 編成：福田健太郎（2016年まで）、田口健介（2017年）、高橋智大（2018年）、上田淳也（2019年春）、宮崎陽央（2019年春,2020年）、高市廉（2021年）、柳沢光一郎（2022、2023年、2016、2018年はAD）
- 宣伝：小林久幸（2022年まで）、小谷有美（2023年）、松葉かれん、萩野谷剛（共に2024年）
- デスク：玉川宏美（2021年）
- 映像協力（2021年）：PIXTA（2021年）
- AD：佐久本貴史、野田まな、伊藤友梨、佐藤国秀、薄葉悦美（5人→2014年）、兼武沙和、小林健太（2人→2015年）、吉村圭悟、落岩将平、遠藤隼、伊東祥宏（4人→2017年）、山﨑勇人、前上門周汰（2人→2018年）、村居大輔、木村拓人、姜大植（3人→2019年春）、清藤舞、薬師賢次郎（2人→2020年）、西原来、須賀大輝、藤本辰倫、須藤亮佑、杉山渉（5人→2021年）、中村友美、秦野翔吾（2人→2022年）、高橋里奈（2023年）、大川紗帆、鈴木優亜、飯島歩美、森谷一樹（4人→2024年）
- 制作：中野加(可)奈子（2014年はAP、2015,2016年）、浜口奈津子（2016年）
- FD：花村亮介（2014、2015年はAD、2016年）
- ディレクター：塩谷泰孝（シオプロ、2014年）、峰尾圭一（スマイト・ピクチャーズ）、千葉博史、浜田諒介（千葉・浜田→2016年まで、浜田→TBSテレビ）、本間和美（2018年まで、2020、2021年）、岡本裕太（2018年-2022年）、大井田遼太（TBSテレビ、2024年）／齋藤慎一郎（峰尾・齋藤→2014年）、一場孝夫（2014,2015,2017年）、玉井裕輔（2015年）、原田浩二(司)（2015,2016年）、三枝浩史（2017年まで）、田村裕之（TBSテレビ、2017年）、今村光宏（シオプロ、2018年）、森俊平（2016年-2018年）、塩谷暁充（2018年）、若原誉起（TBSテレビ、2018年）、中村裕紀（2018年-2020年）、柴田大輔（2014、2016年はAD、2018-2021年）、小川真人（2018、2020、2021年）、妹尾篤志（2020年）、唐澤景一（TBSテレビ、2020年）、池田竜（2020、2021年）、武木田一馬（WAONZ、2020、2021年）、柳信也（Gothic、2023年まで）、山崎純（TBSテレビ、2023、2024年）
- AP：花田真志（よしもとクリエイティブ・エージェンシー、2014、2015年）、真壁正彦（よしもとクリエイティブ・エージェンシー、2016年-2019年春）、宮里良子（2020-2023年）、向恵利香（2021年,2022年）、中井謙吾（吉本興業、2023年）、佐藤恵里（2024年）
- 担当プロデューサー（2022,2023年）：富永衣里子（吉本興業、2022、2023年）
- 協力プロデューサー：宮本稔久（2014、2015年）・織田直也（2014年）・山田貢（2016、2017年）・中田美津子（2018年）・長江康裕（2018年-2020年）・武井大樹（2019年春、2020年）（よしもとクリエイティブ・エージェンシー）、西垣信二（吉本興業、2021年）
- 制作プロデューサー：渡辺英樹（2021年、2020年はMP）、田村恵里（2021年）
- EP（エグゼクティブプロデューサー）：安田淳（2014、2015年）
- スタッフ協力：シオプロ（2014年）
- 制作協力：NET WEB

## 放送時間
- 第1回 - 2014年1月1日（水曜日）21:00 - 23:54（JST）
- 第2回 - 2015年1月1日（木曜日）21:00 - 24:10（JST）
- 第3回 - 2016年1月1日（金曜日）21:00 - 24:10（JST）
- 第4回 - 2017年1月1日（日曜日）21:00 - 24:20（JST）
- 第5回 - 2018年1月1日（月曜日）21:00 - 24:15（JST）
- 第6回 - 2019年1月1日（火曜日）21:00 - 24:15（JST）
- 第7回 - 2019年5月1日（水曜日）19:00 - 21:00（JST）[3]
- 第8回 - 2020年1月1日（水曜日）21:00 - 23:50（JST）
- 第9回 - 2020年6月1日（月曜日）19:00 - 22:57（JST）
- 第10回 - 2021年1月1日（金曜日）21:00 - 23:50（JST）
- 第11回 - 2022年1月1日（土曜日）21:00 - 24:15（JST）
- 第12回 - 2023年1月1日（日曜日）21:00 - 24:15（JST）
- 第13回 - 2024年1月8日（月曜日）18:30 - 21:45（JST）[注 14]
- 第14回 - 2025年1月1日（水曜日）21:15 - 24:30（JST）